# 小行星5421
小行星5421（英語：5421 Ulanova）是一颗围绕太阳公转的小行星。1982年10月14日，柳德米拉·瓦斯列娜·朱然勒娃、柳德米拉·卡拉季奇在克里米亚发现了此天体。
这颗小行星的绝对星等为92.44718等。